# 円子修平
円子 修平（圓子修平、まるこ しゅうへい、1931年12月24日 - 2003年9月28日）は、日本のドイツ文学者、翻訳家。
東京都立大学名誉教授。

## 略歴
トーマス・マン、ロベルト・ムージルなどを研究、翻訳した。1995年に東京都立大学教授を定年退任後は、明治大学法学部兼任講師を務めた。
退官記念論文集
- カルポス 同学社 1995

## 翻訳
- 『魂と形式』（ルカーチ、川村二郎・三城満禧共訳、白水社、ルカーチ著作集1） 1969
- 『ボードレールのいくつかのモティーフについて / セントラル・パーク / 翻訳者の使命』（ヴァルター・ベンヤミン、晶文社、ヴァルター・ベンヤミン著作集6） 1970、新編増補 1975
- 『文化の哲学』（ジンメル、大久保健治共訳、白水社、ジンメル著作集7） 1976、新装復刊 1994
- 『ヘルマンとドロテーア』（ゲーテ、集英社、世界文学全集） 1976
- 『ルキウス・エウリヌスの遺書』（ノサック、集英社、世界の文学） 1977
- 『流刑地にて』（カフカ、新潮社、カフカ全集1） 1980
- 『カフカ=コロキウム』（クロード・ダヴィッド編、法政大学出版局、りぶらりあ選書） 1984
- 『大世界劇場 宮廷祝宴の時代』（R・アレヴィン, K・ゼルツレ、法政大学出版局、叢書・ウニベルシタス） 1985
- 『ギリシアの光と神々』（カール・ケレーニイ、法政大学出版局、叢書・ウニベルシタス） 1987

### トーマス・マン
- 『ある詐欺師の回想 フェリクス・クルルの告白』（トーマス・マン、高橋義孝・森川俊夫共訳、新潮社） 1961
- 『ファウストゥス博士』（トーマス・マン、新潮社、新潮世界文学） 1971、のち「トーマス・マン全集6」（新潮社）に収録
- 『ブデンブローク家の人々』（トーマス・マン、中央公論社、世界の文学） 1972
- 『魔の山』全2巻（トーマス・マン、集英社、世界文学全集） 1980
- 『トーニオ・クレーガー、ヴェネツィア客死』（トーマス・マン、集英社、集英社ギャラリー「世界の文学」） 1990
  - 改題『ベニスに死す』（集英社文庫） 2011

### ロベルト・ムージル
- 『特性のない男』（ローベルト・ムジール、高橋義孝ほか共訳、新潮社 全6巻） 1965-66
- 『夢想家たち』（ローベルト・ムシル、河出書房新社） 1973 - 下記は改訳
- 『熱狂家たち、生前の遺稿　ムージル著作集8』（松籟社） 1996 - 後者は斎藤松三郎訳、
- 『ムージル日記』（訳・解説、法政大学出版局） 2001
- 『ムージル書簡集』（編訳、国書刊行会） 2002
- 『ムージル・エッセンス 魂と厳密性』（岡田素之, 早坂七緒, 北島玲子, 堀田真紀子共訳、中央大学出版部） 2003